# Guatemala Juniors 2014
Das Guatemala Juniors 2014 fand als bedeutendstes internationales Nachwuchsturnier von Guatemala im Badminton vom 27. bis zum 30. März 2014 in Guatemala-Stadt statt. Es war die erste Auflage der Veranstaltung.

## Sieger und Platzierte
| Disziplin    | Gold                                               | Silber                                                | Bronze                                                            |
| ------------ | -------------------------------------------------- | ----------------------------------------------------- | ----------------------------------------------------------------- |
| Herreneinzel | Rubén Castellanos                                  | Daniel Martinez                                       | Naim Mohammed                                                     |
| Herreneinzel | Rubén Castellanos                                  | Daniel Martinez                                       | Iván León                                                         |
| Dameneinzel  | Daniela Macías                                     | Maria Delia Zambrano                                  | Alejandra Samayoa Arreaga                                         |
| Dameneinzel  | Daniela Macías                                     | Maria Delia Zambrano                                  | Cecilia Garza                                                     |
| Herrendoppel | Daniel Martinez Gerson Quezada                     | Rubén Castellanos Mario Ronaldo Umaña Ruiz            | Héctor López Lomeli Alejandro Villalpando                         |
| Herrendoppel | Daniel Martinez Gerson Quezada                     | Rubén Castellanos Mario Ronaldo Umaña Ruiz            | Fernando Jose Espinoza Albizures Alejandro Jose Hernandez Morales |
| Damendoppel  | Daniela Macías Maria Delia Zambrano                | Diana Alejandra Corleto Soto Mariana Isabel Paiz Quan | Carolina Chen Lauren Villalobos                                   |
| Damendoppel  | Daniela Macías Maria Delia Zambrano                | Diana Alejandra Corleto Soto Mariana Isabel Paiz Quan | Jennifer Haidy Osorio Atz Kimberly Michelle Salazar Marroqui      |
| Mixed        | Rubén Castellanos Melanie Michelle Braeuner Frener | Mario Ronaldo Umaña Ruiz Paola Andrea Rosales Ardon   | Bastián Lizama Ana Paula Aballi                                   |
| Mixed        | Rubén Castellanos Melanie Michelle Braeuner Frener | Mario Ronaldo Umaña Ruiz Paola Andrea Rosales Ardon   | Daniel Martinez Cecilia Garza                                     |